# KTEPシリーズ
KTEPシリーズ（ケーティーイーピーシリーズ）は、日本のロックバンド・KEYTALKがインディーズ時代から発表しているコンセプトEPのシリーズである。ここではKTEPシリーズの作品及び関連作品について記載する。

## KTEP
『KTEP』（ケーティーイーピー）は、KEYTALKのデビュー・シングル。2010年3月17日にGrooovie Drunker Recordsより発売された。

### 概要
TGMX（FRONTIER BACKYARD）によるプロデュース作品で、タワーレコード1000枚限定での発売された。

### 収録曲
1. orange and cool sounds
作詞：首藤義勝、作曲：小野武正、歌唱：寺中友将
2. 消えていくよ
作詞・歌唱：寺中友将、作曲：首藤義勝、小野武正
ミニアルバム『TIMES SQUERE』にも収録されている。
3. amy（KTEP ver.）
作詞・作曲・歌唱：首藤義勝
寺中友将歌唱バージョンがミニアルバム『TIMES SQUERE』に収録されている。
4. A型
作詞・作曲・歌唱：寺中友将

## KTEP2
『KTEP2』（ケーティーイーピー ツー）は、KEYTALKの2作目のシングル。2012年5月2日にK.O.G.A RECORDS / Grooovie Drunker Recordsより2000枚限定で発売された。

### 収録曲
1. MABOROSHI SUMMER
作詞・作曲：首藤義勝
2. color
作詞：寺中友将、作曲：小野武正
3. 祭りやろう
作詞・作曲：寺中友将
4. アーカンザス
作詞・作曲：首藤義勝、歌唱：寺中友将

## KTEP3
『KTEP3』（ケーティーイーピー スリー）は、KEYTALKの3作目のシングル。2012年12月5日にK.O.G.A RECORDS / Grooovie Drunker Recordsより2000枚限定で発売された。

### 収録曲
1. 太陽系リフレイン
作詞・作曲：首藤義勝
2. マキシマムザシリカ
作詞・作曲・歌唱：寺中友将
3. zero
作詞・作曲：首藤義勝
4. happy end pop（KTEP3 ver.）
作詞：寺中友将、作曲・歌唱：首藤義勝

## KTEP FREE
『KTEP FREE』（ケーティーイーピー・フリー）は、KEYTALKの会場限定シングル。2013年11月17日と24日に行われたワンマンライブにて来場者に無料配布された。

### 収録曲
1. おはようトゥエンティ
作詞・作曲：首藤義勝
配信限定シングル。本作収録に伴って再録されている。
2. 東京Star
作詞・作曲・歌唱：寺中友将
ライブハウス会場限定シングル『PASSION / 東京Star』収録。歌詞が一部変更された別ヴァージョンでの収録。
3. 桜の風吹く街で
作詞・作曲・歌唱：首藤義勝
配信限定シングル。
4. 物販
作詞・作曲：KEYTALK

## KTEP SP
『KTEP SP』（ケーティーイーピー・スペシャル）は、KEYTALKのメジャー1stアルバム『OVERTONE』の初回限定盤Aに付属している特典CD。アルバムは、2014年5月21日にGetting Betterから発売された。

## KTEP COMPLETE
『KTEP COMPLETE』（ケーティーイーピー・コンプリート）は、KEYTALKのベスト・アルバム。2016年7月6日にK.O.G.A Recordsより発売された。

## KTEP4
『KTEP4』（ケーティーイーピー フォー）は、KEYTALKのEP。2022年5月25日に配信リリースされ、同年6月2日にツアー会場限定でCDリリースされた。発売元は、Virgin Music。

### 概要
インディーズ時代に回帰した全曲セルフプロデュース作品で、メンバー4人がそれぞれ作詞作曲を行なっている。15周年記念ツアーの会場限定で発売されるCD盤には、限定曲としてメンバー全員で共作した「shall we dance?」が収録されている。本作のリード曲である「夜の蝶」は、NACK5『ラジオのアナ〜ラジアナ』のテーマソングとなっている。
2023年2月1日、「shall we dance?」が配信限定でシングルカットされ、デジタル解禁された。
2023年8月30日発売のアルバム『DANCEJILLION』に「夜の蝶」「shall we dance?」が収録された。

### 収録曲
1. 夜の蝶
作詞・作曲：首藤義勝
2. ODORYANSE
作詞・作曲：八木優樹
3. アニマ
作詞・作曲：小野武正
4. Platonic Summer
作詞・作曲：寺中友将
5. shall we dance?（CD限定）
作詞・作曲：小野武正、八木優樹、首藤義勝、寺中友将